# Агаццано
 Агаццано  (итал.  Agazzano ) — город в Италии, расположен в регионе Эмилия-Романья, подчинён административному центру Пьяченца (провинция).
Население составляет 2.030 человек (на 31.08.2007 г.), плотность населения составляет  56  чел./км². Занимает площадь  35,88  км². Почтовый индекс — 29010. Телефонный код — 0523.
В городе особо празднуется Успение Пресвятой Богородицы. Праздник города ежегодно празднуется 15 августа.